# François Diederich
François Diederich (9 de julio de 1952, en Ettelbruck - 23 de septiembre de 2020) fue un químico luxemburgués especializado en química orgánica .

## Educación
Obtuvo su diploma y doctorado (primera síntesis de Kekulene ) de la Universidad de Heidelberg en 1977 y 1979, respectivamente.

## Carrera e investigación
Tras realizar estudios postdoctorales con Orville L. Chapman en la Universidad de California en Los Ángeles (UCLA) y obtener la habilitación en el Instituto Max Planck de Investigación Médica de Heidelberg, en 1989 pasó a ser Catedrático de Química Orgánica y Bioorgánica en la UCLA. En 1992 fue nombrado catedrático de Química Orgánica en la ETH de Zúrich. Se jubiló el 31 de julio de 2017, permaneciendo como profesor investigador activo en la ETH de Zúrich. El 16 de marzo de 2019, la Sociedad Alemana de Química (Gesellschaft Deutscher Chemiker, GDCh) le otorgó su máximo reconocimiento, el de Miembro Honorario.
Diederich murió el 23 de septiembre de 2020 después de una batalla contra el cáncer.
Sus intereses de investigación abarcan una amplia gama de temas:
- Reconocimiento molecular en química y biología .
- Química médica moderna: estudios de reconocimiento molecular con receptores biológicos y diseño basado en estructuras de rayos X de inhibidores de enzimas no peptídicas. Ejemplos de dianas: plasmepsina II, IspE e IspF en la vía no mevalonato de biosíntesis de isoprenoides (malaria); t-RNA guanina transglicosilasa (shigelosis); tripanotiona reductasa (enfermedad del sueño africana).
- Nanosistemas supramoleculares y superficies nanopatronadas.
- Materiales avanzados basados en arquitectura molecular acetilénica rica en carbono: nuevos superaceptores orgánicos y sus complejos de transferencia de carga intermoleculares e intramoleculares, materiales optoelectrónicos para circuitos electrónicos moleculares, alenoacetilenos macrocíclicos y acíclicos quirales, amplificación de la quiralidad y su transferencia de la escala molecular a la macroscópica.

## Premios y distinciones
Fuente:
- Medalla Otto Hahn de la Sociedad Max Planck (1979)
- Premio Dreyfus al profesorado (1987)
- Premio Arthur C. Cope de la ACS (1992)
- Premio Otto Bayer (1993)
- Premio Janssen a la Creatividad en Síntesis Orgánica (2000)
- Medalla Havea (2000)
- Conferenciante de verano distinguido Myron L. Bender y Muriel S. Bender en la Universidad Northwestern (2004)
- Premio Humboldt (2005)
- Premio Burckhardt Helferich (2005)
- Premio August Wilhelm von Hofmann-Denkmünze de la Sociedad Alemana de Química (2006)
- Premio Ronald Breslow de la ACS por logros en química biomimética (2007)
- Premio Adolf-von-Baeyer-Denkmünze de la Sociedad Alemana de Química (2011)
- Doctorado honoris causa, Technion, Haifa (2012)
- Premio Ernst Hellmut Vits (2014)
- Premio Paul Metz del Instituto Gran Ducal de Luxemburgo (2014)
- Premio Nauta del EFMC de Farmacoquímica y por los resultados sobresalientes de la investigación científica en el campo de la Química Medicinal (2016)
- Miembro honorario de la Sociedad Alemana de Química (Gesellschaft Deutscher Chemiker, GDCh) (2019)

## Pertenencia a academias científicas
- Academia Alemana de las Ciencias Naturales Leopoldina
- Academia de Ciencias y Humanidades de Berlín-Brandeburgo
- Academia Estadounidense de Artes y Ciencias (Miembro Honorario Extranjero)
- Real Academia de Ciencias Exactas, Físicas y Naturales (España, miembro extranjero)
- Academia Nacional de Ciencias de EE. UU. (Asociado extranjero)

## Libros
- Diederich, François; Stang, Peter J.; Tykwinski, R. R. (2008). Modern supramolecular chemistry : strategies for macrocycle synthesis. Weinheim: Wiley-VCH. ISBN 978-3-527-31826-1. OCLC 166378356.
- Diederich, François; Stang, Peter J.; Tykwinski, R. R. (2005). Acetylene Chemistry : chemistry, biology and material science. Weinheim: Wiley-VCH. ISBN 3-527-30781-8. OCLC 85820648.
- Meijere, A. de; Diederich, François (2004). Metal-catalyzed cross-coupling reactions. Weinheim: Wiley-VCH. ISBN 3-527-30518-1. OCLC 56439681.
- Diederich, François; Stang, Peter J. (2000). Templated organic synthesis. Weinheim: Wiley-VCH. ISBN 3-527-29666-2. OCLC 42620646.
- Diederich, François; Künzer, H. (1998). Recent trends in molecular recognition. Berlin: Springer. ISBN 978-3-662-03574-0. OCLC 743291450.
- Stang, Peter J.; Diederich, François (1995). Modern acetylene chemistry. Weinheim: VCH. ISBN 3-527-29084-2. OCLC 34027354.